# Oxford (Gewebe)

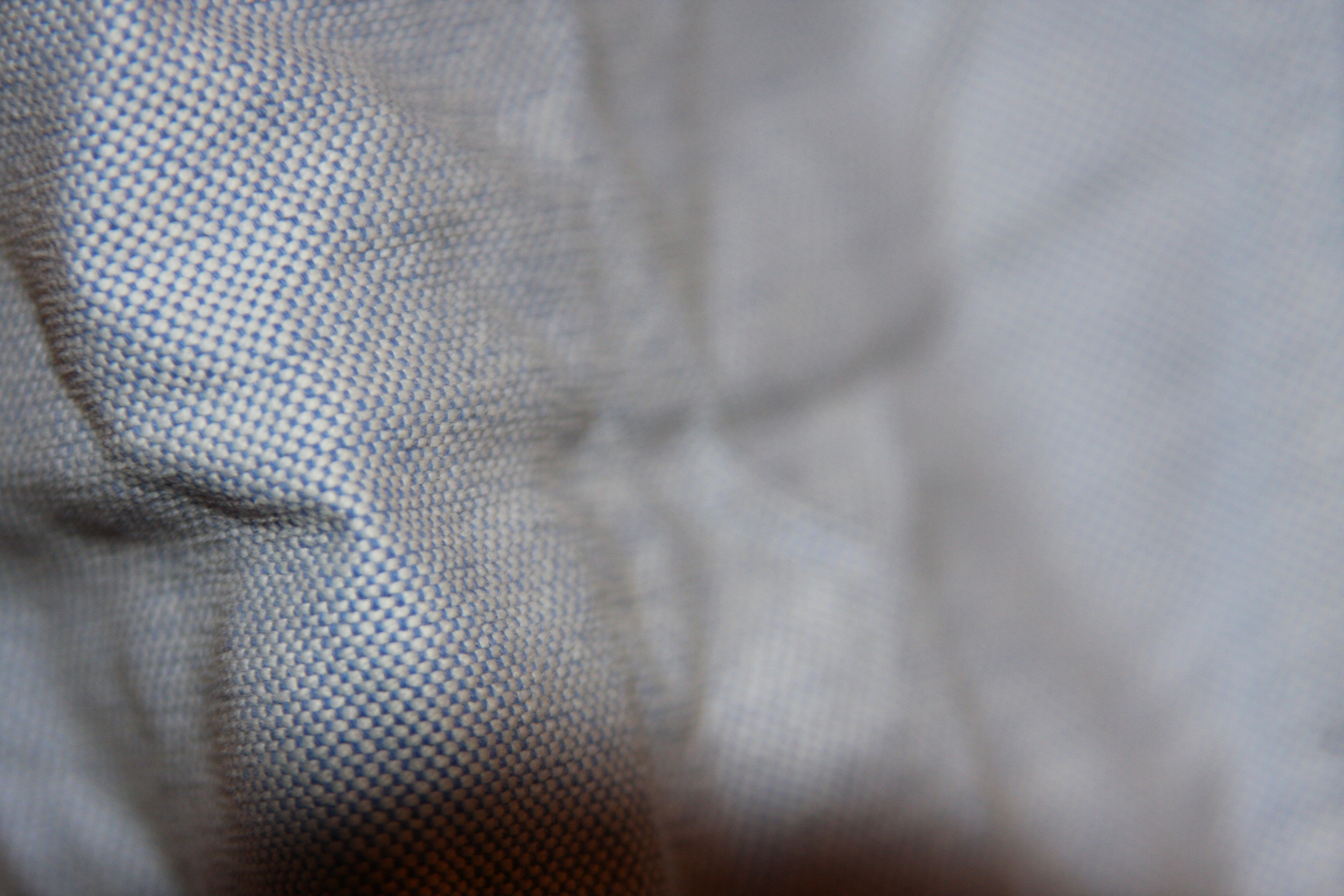
Oxford-Gewebe

Oxford ist ein kräftiges mehrfarbiges Baumwollgewebe in Leinwandbindung mit einer leicht schimmernden Optik. Es wurde nach der englischen Stadt Oxford benannt.
Es gibt noch die Untervariante „Pinpoint“, eine Mischung von Leinwand- und Panamabindung mit feineren Fäden. Beim „Royal Oxford“ wird mit anderen komplizierteren Webkonstruktionen (Bindungen) gewoben und es werden feinere Fäden verwendet als beim klassischen Oxford.
Als Oxford-Nylon bezeichnet man Gewebe aus Polyamid-Fasern, die nach einem speziellen Verfahren hergestellt werden und deshalb strapazierfähiger sind als normales Nylon.